# Ácido tereftálico
El ácido tereftálico es un ácido dicarboxílico aromático de fórmula C6H4(COOH)2. Este ácido se usa principalmente como precursor del poliéster PET, usado para hacer recubrimientos y botellas de plástico.  Es uno de los 3 isómeros del ácido ftálico.

## Propiedades
Poco soluble en agua y alcoholes, por consiguiente, hasta alrededor de 1970 no se le dio mucho uso. Sublima cuando se calienta.
| Disolvente                 | 25 °C  | 120 °C | 160 °C | 200 °C | 240 °C |
| -------------------------- | ------ | ------ | ------ | ------ | ------ |
| Metanol                    | 0,1    | —      | 2,9    | 15     | —      |
| Agua                       | 0,0019 | 0,08   | 0,38   | 1,7    | 9,0    |
| Ácido acético              | 0,035  | 0,3    | 0,75   | 1,8    | 4,5    |
| Ácido fórmico              | 0,5    | —      | —      | —      | —      |
| Ácido sulfúrico            | 2      | —      | —      | —      | —      |
| N,N-dimetilformamida (DMF) | 6,7    | —      | —      | —      | —      |
| Dimetil sulfóxido (DMSO)   | 20     | —      | —      | —      | —      |

| Temperatura (°C) | Presión (kPa) |
| ---------------- | ------------- |
| 303              | 1,3           |
| 353              | 13,3          |
| 370              | 26,7          |
| 387              | 53,3          |
| 404              | 101,3         |

El ácido tereftálico y su dimetil éster tienen muy baja toxicidad, con unos LD50s sobre los 1 g/kg (oral, rata).

## Producción
El ácido Tereftálico se produce por oxidación de p-xileno con oxígeno en aire:
Esta reacción se produce a través de un intermedio de ácido p-toluico, que luego se oxida a ácido tereftálico.

## Usos
Este ácido se usa principalmente como precursor de múltiples poliésteres y poliamidas, entre los que destaca el poliéster PET, usado para hacer recubrimientos y botellas de plástico. También se emplea como carrier en algunas pinturas y como materia prima para síntesis de algunos fármacos y otros compuestos químicos.